# Xã Victor, Quận Wright, Minnesota
Xã Victor (tiếng Anh: Victor Township) là một xã thuộc quận Wright, tiểu bang Minnesota, Hoa Kỳ. Năm 2010, dân số của xã này là 1.032 người.